# Lucanus hayashii
Lucanus hayashii es una especie de coleóptero de la familia Lucanidae.

## Distribución geográfica
Habita en Birmania.